# Gloria Köpnick
Gloria Köpnick (* 25. Juli 1988 in Elmshorn) ist eine deutsche Kunsthistorikerin, Kuratorin und Autorin.

## Leben
Anfang der 1990er Jahre zogen ihre Eltern nach Fredersdorf und arbeiteten am Amtsgericht in Berlin-Moabit als Staatsanwalt und als Richterin. Gloria Köpnick besuchte das Gymnasium Strausberg und studierte von 2007 bis 2014 Kunstgeschichte an der Freien Universität Berlin. Im Jahre 2014 wurde sie Mitarbeiterin am Landesmuseum für Kunst und Kulturgeschichte Oldenburg. Köpnicks Forschungsschwerpunkt ist die Klassische Moderne. Sie erforschte die Lebenswege und Karrieren der Oldenburger Bauhäusler Hin Bredendieck, Hermann Gautel und Karl Schwoon und kuratierte 2019 die Ausstellung Zwischen Utopie und Anpassung. Das Bauhaus in Oldenburg.
Köpnick ist Verfasserin und Herausgeberin zahlreicher Bücher sowie Autorin wissenschaftlicher Aufsätze. Sie ist Rezensentin des Kunstbuchanzeigers und Autorin für das Auktionshaus Villa Grisebach in Berlin. Als Lehrbeauftragte war sie für die Universität Oldenburg und die Jade Hochschule tätig. Sie war kurzzeitig Assistentin von Wim Wenders.
Von September 2020 bis Ende 2022 war Köpnick Leiterin der Lyonel-Feininger-Galerie in Quedlinburg. Seit Januar 2023 erforscht sie im Rahmen eines Postdoc-Stipendiums der Gerda Henkel Stiftung die Ausstellungs-, Sammlungs- und Museumspolitik in der britischen Besatzungszone von 1945 bis 1955 mit einem Schwerpunkt auf dem Landesmuseum Oldenburg.

## Veröffentlichungen (Auswahl)

### Als Autorin
- mit Rainer Stamm: Kunst des 19. und 20. Jahrhunderts. Landesmuseum für Kunst und Kulturgeschichte Oldenburg, Galerie Neue Meister. Imhof, Petersberg, 2015, ISBN 978-3-7319-0266-9
- Hin Bredendieck. Von Aurich nach Atlanta, Hirmer, München 2020, ISBN 978-3-7774-3539-8
- Die Vereinigung für junge Kunst Oldenburg (1922–1933). Imhof, Petersberg 2021, ISBN 978-3-7319-0858-6
- mit Rainer Stamm: Karl Ernst und Gertrud Osthaus. Die Gründer des Folkwang-Museums und ihre Welt. C. H. Beck, München 2022, ISBN 978-3-406-79172-7.
- mit Rainer Stamm: Hast du das schon gesehen? Mit dem ABC durch die Welt der Bilder. Ein Kunstführer für Kinder. Insel Verlag, Berlin 2024, ISBN 978-3-458-64396-8.
- mit Rainer Stamm: »Eine Frau als Museumsdirektorin«. Hanna Hofmann-Stirnemann (1899–1996). Sandstein Verlag, Dresden 2024, ISBN 978-3-95498-824-2.

### Als Herausgeberin
- mit Rainer Stamm: Niederdeutsche Beiträge zur Kunstgeschichte, Neue Folge, Band 3, Michael Imhof Verlag, Petersberg 2018, ISBN 978-3-7319-0758-9
- mit Rainer Stamm: Die Bauhaus-Postkarten. Insel Verlag, Berlin 2019  (IB 1463), ISBN 978-3-458-19463-7
- mit Rainer Stamm: Zwischen Utopie und Anpassung. Das Bauhaus in Oldenburg. Michael Imhof Verlag, Petersberg 2019, ISBN 978-3-7319-0811-1
- mit Rainer Stamm: Max Liebermanns Garten. Insel Verlag, Berlin 2021 (IB 1498), ISBN 978-3-458-19498-9
- mit Christian Philipsen: Becoming Feininger. Lyonel Feininger zum 150. Geburtstag, Petersberg 2021, ISBN 978-3-7319-1175-3
- mit Rainer Stamm: Franz Marc – Tierschicksale. Insel Verlag, Berlin 2022 (IB 1512), ISBN 978-3-458-19512-2
- mit Christian Philipsen: Sabine Moritz. Lobeda oder die Rekonstruktion einer Welt, Petersberg 2022, ISBN 978-3-7319-1270-5
- mit Rainer Stamm: Claude Monets Garten in Giverny. Insel Verlag, Berlin 2023 (IB 1523), ISBN 978-3-458-19523-8
- Matisse kommt mir vor wie vom Himmel. Hans Purrmann, Karl Ernst Osthaus, Henri Matisse. Der Briefwechsel 1907–1919, herausgegeben und bearbeitet von Rainer Stamm und Gloria Köpnick, Deutscher Kunstverlag, Berlin/München 2024, ISBN 978-3-422-80212-4
- mit Rainer Stamm: »Schwefelgelb und zitronengrün« - Vincent van Gogh. Briefe und Bilder. Insel Verlag, Berlin 2024 (IB 1534), ISBN 978-3-458-19534-4

### Aufsätze (Auswahl)
- „So steuerte ein jeder planlos durch ein Tohuwabohu von Sonnen, Monden und Sternen“ – Die Künstlerfeste der Oldenburger Vereinigung für junge Kunst, in: Künstlerfeste. In Zünften, Akademien und informellen Kreisen, hg. von Birgit Ulrike Münch, Andreas Tacke, Markwart Herzog, Sylvia Heudecker (Kunsthistorisches Forum Irsee), Petersberg 2019, S. 145–155
- „Jedes einzelne Bild ist eine Kostbarkeit“ – Paul Klee in Oldenburg, in: Die Zwitscher-Maschine. Journal on Paul Klee / Zeitschrift für internationale Klee-Studien, No. 7 / 2019, S. 40→54, online: http://doi.org/10.5281/zenodo.3298894
- mit Rainer Stamm: Bauhaus-Transfer in die ‚Neue Welt’.Hin Bredendiecks Weg vom Dessauer Bauhaus an die Georgia Tech Atlanta, in: Ute Poerschke und Daniel Purdy (Hg.): Cloud-Cuckoo-Land, International Journal of Architectural Theory. 24. Jg. (2019), H. 39, S. 209–222, online: https://cloud-cuckoo.net/fileadmin/hefte_de/heft_39/artikel_koepnick_stamm.pdf
- „Und das ist ja die Kunst: Die Gestaltung des inneren Erlebnisses“ – Georg Hecks Weg vom Beckmann-Schüler in ein eigenständiges Œuvre, in: Katalogbuch der Ausstellung „Georg Heck (1897–1982)“, 10. Oktober 2019 bis 9. Februar 2020 im Museum Giersch der Goethe-Universität, hg. v. Susanne Wartenberg, Petersberg 2019, S. 13–19.
- mit Rainer Stamm: Vom Bauhaus nach Neubühl. Hin Bredendieck in der Schweiz (1932–34), in: Ita Heinze-Greenberg, Gregroy Grämiger und Lothar Schmitt (Hg.): Die Schweizer Avantgarde und das Bauhaus. Rezeption, Wechselwirkungen, Transferprozesse, Zürich 2019, S. 174–187.
- Advokaten der jungen Kunst – Walter Cohen, Walter Müller-Wulckow und die Vereinigung(en) für junge Kunst, in: Das Junge Rheinland. Gegründet, gescheitert, vergessen?, hg. von Andrea von Hülsen-Esch, Daniel Cremer und Jens-Henning Ullner, Berlin 2021, S. 159–174. Online: https://edit.gerda-henkel-stiftung.de/das-junge-rheinland/gegruendet-gescheitert-vergessen/advokaten-der-jungen-kunst-walter-cohen-walter-mueller-wulckow-und-die-vereinigung-en-fuer-junge-kunst-gloria-koepnick_100598.html